# Arcandor
Arcandor AG (прежнее название KarstadtQuelle AG) (FWB: AROG) — крупнейший в Европе торговый концерн, предлагающий посетителям самый широкий выбор товаров и услуг. 9 июня 2009 года концерн Arcandor официально объявил о начале процедуры банкротства.

## Деятельность
Основную специализацию «KarstadtQuelle AG» составляют стационарная розничная торговля, в частности, универсальные и спортивные магазины (в этой сфере доля «KarstadtQuelle AG» на общем рынке Германии составляет около 40%). Также предлагаются услуги «товары-почтой» — продажи по каталогам и через Интернет-магазины (в этой области «KarstadtQuelle AG» лидирует, его доля на общем рынке составляет более 30 %). Кроме того, «KarstadtQuelle AG» оказывает услуги в области туризма и недвижимости.